# 全日本テコンドー選手権大会
全日本テコンドー選手権大会（ぜんにほん―せんしゅけんたいかい）は、日本で開催されるテコンドーの大会である。
全日本テコンドー協会、日本国際テコンドー協会など複数の団体が同名の競技会を開催している。本項は日本オリンピック委員会（JOC）に加盟している全日本テコンドー協会主催大会について詳述する。

## 歴史
全日本テコンドー協会は分裂・統合を繰り返しているため、各団体で全日本選手権が行われ、経緯も複雑となっている。ゆえにWTFテコンドー（のちのWTFテコンドー）の団体が完全統合されて初となる2007年12月の大会を第1回とする。駒沢オリンピック公園総合運動場体育館で開かれている。
第2回（2009年）以降は全日本学生選手権と入れ替わる形で2月開催に移行。

## 大会方式
本大会では競技を実施する。

## 過去の大会
| 開催年 | 開催日  | 大会名                                                                                    | 会場                                      |
| ------ | ------- | ----------------------------------------------------------------------------------------- | ----------------------------------------- |
| 2007年 | 12月8日 | 第1回全日本テコンドー選手権大会                                                           | 駒沢オリンピック公園総合運動場 体育館     |
| 2009年 | 2月8日  | 第2回全日本テコンドー選手権大会 兼 第1回アジアマーシャルアーツゲームズ 日本代表選手選考会 | 駒沢オリンピック公園総合運動場 体育館     |
| 2010年 | 2月14日 | 第3回全日本テコンドー選手権大会                                                           | 駒沢オリンピック公園総合運動場 体育館     |
| 2011年 | 2月20日 | 第4回全日本テコンドー選手権大会 兼 2011WTF世界テコンドー選手権大会代表選手選考評価会      | 駒沢オリンピック公園総合運動場 屋内球技場 |
| 2012年 | 2月24日 | 第５回全日本テコンドー選手権大会                                                          | 駒沢オリンピック公園総合運動場 体育館     |
| 2013年 | 2月24日 | 第６回全日本テコンドー選手権大会                                                          | 駒沢オリンピック公園総合運動場 体育館     |
| 2014年 | ３月2日 | 第７回全日本テコンドー選手権大会                                                          | 兵庫県立武道館（姫路）                    |
| 2015年 | ３月2日 | 第8回全日本テコンドー選手権大会                                                           | 東京都 BumB 東京スポーツ文化会館          |
| 2016年 | 2月21日 | 第9回全日本テコンドー選手権大会 第22回 アジアテコンドー選手権大会 日本代表選考会          | 駒沢オリンピック公園総合運動場 体育館     |
| 2017年 | 1月22日 | 第10回全日本テコンドー選手権大会                                                          | 愛知県体育館                              |
| 2018年 | 1月21日 | 第11回全日本テコンドー選手権大会                                                          | 千葉県総合スポーツセンター                |